# Lactobacillus
Lactobacillus – rodzaj Gram-dodatnich bakterii z rodziny Lactobacillaceae, zaliczanych do bakterii kwasu mlekowego. Mają kształt pałeczek, występują pojedynczo lub tworzą łańcuszki, nie wytwarzają przetrwalników. Są symbiontami lub komensalami zwierząt stałocieplnych. U człowieka wchodzą w skład mikrobioty jelitowej, a także są obecne w pochwie.
Wybrane gatunki Lactobacillus są używane na skalę przemysłową do wyrobu: produktów mleczarskich (np. jogurt, kefir, maślanka), kiszonej kapusty, kiszonych ogórków, niektórych kiełbas oraz piw kwaśnych. Wchodzą one także w skład probiotyków stosowanych do odtworzenia mikrobiomu jelitowego zubożałego w trakcie antybiotykoterapii.

## Systematyka
- L. acidophilus
- L. bulgaricus
- L. casei
- L. delbrueckii
- L. fermentum
- L. plantarum
- L. reuteri
- L. rhamnosus